# Cattedrale di San Sabino
Il duomo di Bari, il cui nome ufficiale è Basilica cattedrale metropolitana di San Sabino, è la cattedrale di Bari, in Puglia, sede vescovile dell'arcidiocesi cattolica di Bari-Bitonto e monumento nazionale italiano.

## Storia
L'edificio attuale, che tra il XII e il XIII secolo e probabilmente verso l'ultimo trentennio del millecento, fu costruito, per volontà dell'arcivescovo Rainaldo, sulle rovine del duomo bizantino distrutto da Guglielmo I detto il Malo (1156), del quale è possibile ancora oggi osservare a destra del transetto parte del pavimento originario che si estende sotto la navata centrale.
Prima ancora del duomo bizantino, anche per la presenza della diocesi barese che risale infatti quanto meno al V secolo, quando è attestata la partecipazione del vescovo Concordio al Concilio Romano del 465, esisteva un'antica chiesa episcopale databile intorno al VI secolo, i cui resti si trovano sotto la navata centrale, come fa pensare uno dei mosaici pavimentali che contengono un'iscrizione in cui compare il nome del vescovo Andrea (758-761). Strutturata a tre navate, con pilastri quadrati e volte a crociera costruite con blocchi di pietra posti a spina di pesce, probabilmente si trovava nel luogo in cui sorge la cripta della cattedrale attuale, l'episcopio di Santa Maria. Ne conferma l'esistenza anche il ritrovamento di fondazioni di un edificio absidato il cui asse doveva essere disposto leggermente obliquo rispetto a quello dell'attuale cattedrale.
In sostituzione di questa chiesa episcopale, nella prima metà dell'XI secolo l'arcivescovo Bisanzio (1025-1035) fece costruire una nuova chiesa terminata poi da Nicola I (1035-1061) e Andrea II (1061-1068), suoi successori. Questa chiesa fu poi distrutta da Guglielmo il Malo, durante la distruzione dell'intera città nel 1156 durante la quale fu risparmiata soltanto la basilica di San Nicola.
Per l'opera dell'edificio attuale, furono usati materiali provenienti dalla chiesa precedente e da altri edifici distrutti. Consacrata il 4 ottobre 1292, la chiesa si rifà allo stile della Basilica di San Nicola. L'edificio ha poi subito una serie di rifacimenti, demolizioni ed aggiunte a partire dal XVIII secolo. Durante il XVIII secolo la facciata, l'interno delle navate, l'interno della Trulla (l'antico battistero del XII secolo, oggi sacrestia) e la cripta furono rifatte in forme barocche su progetto di Domenico Antonio Vaccaro. L'arredo interno fu invece riportato alle antiche fattezze romaniche negli anni cinquanta del XX secolo.

## Esterni

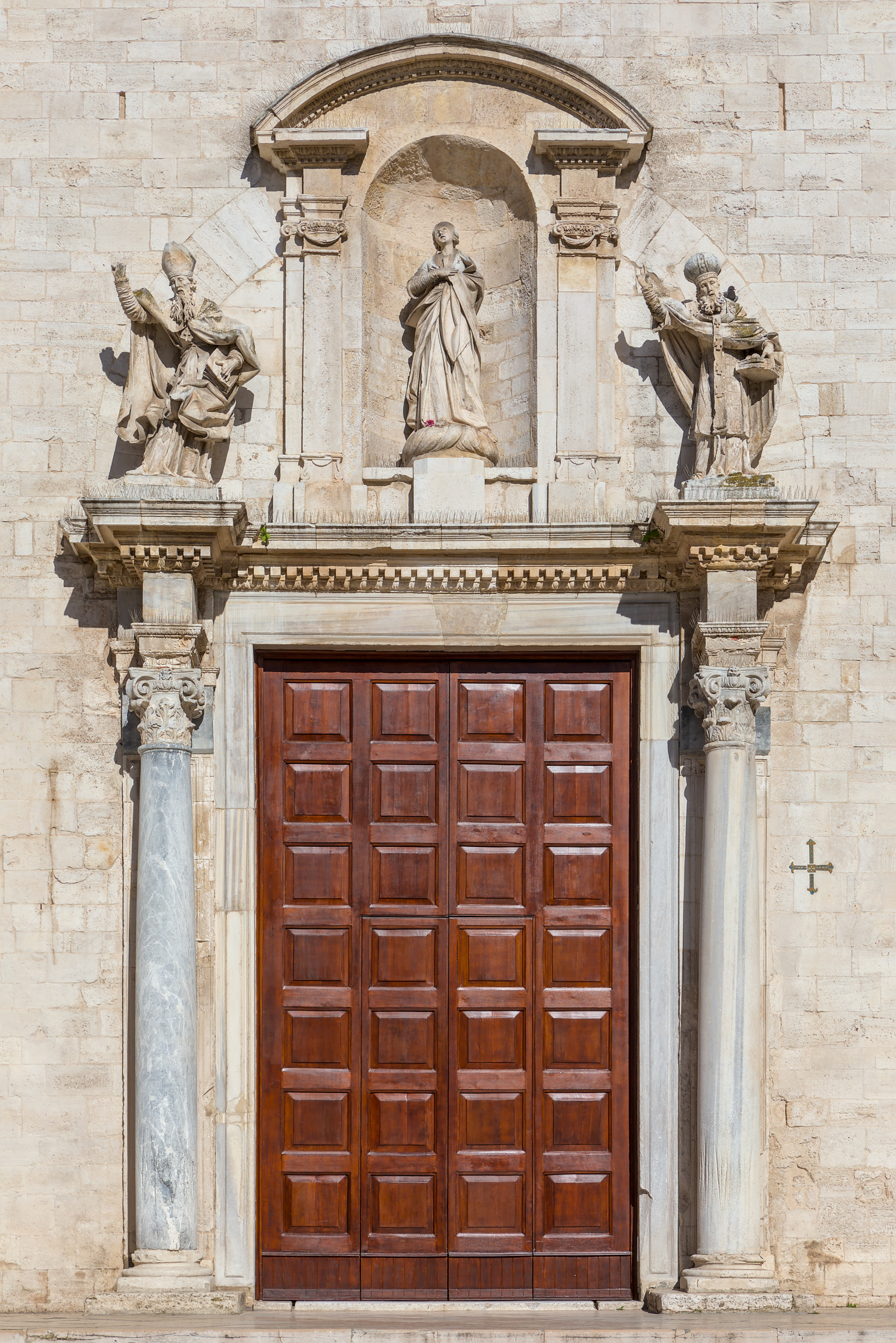
Portale

Tipologicamente, si tratta di un importante esempio di romanico pugliese. La semplice facciata è divisa da due lesene in tre parti che riproducono la sezione delle navate col timpano nel mezzo, gli spioventi laterali e due minori segmenti alle estremità, in corrispondenza delle arcate dei fianchi. Il coronamento ad archetti poggia, nelle ali, su mensole figurate. Nell'alto della parte mediana corrono due fregi, a racemi bizantineggianti il superiore, a rosette e archetti l'inferiore, interrotto dalla grande rosa recinta di una bella cornice semicircolare ornata di sette mensole a figure grottesche originariamente di epoca gotica, ma in gran parte opera di restauro. La bifora sottostante ha cornice a dentelli e corona di rosario, come le piccole monofore che inquadrano la rosa.
I tre portali barocchi sono le sole parti rimaste dei rimaneggiamenti del secolo XVIII ma inglobano gli antichi semplici portali architravati della cattedrale dell'XI secolo. Nel muro a destra della facciata si aprono un'edicola e una rosa barocca.

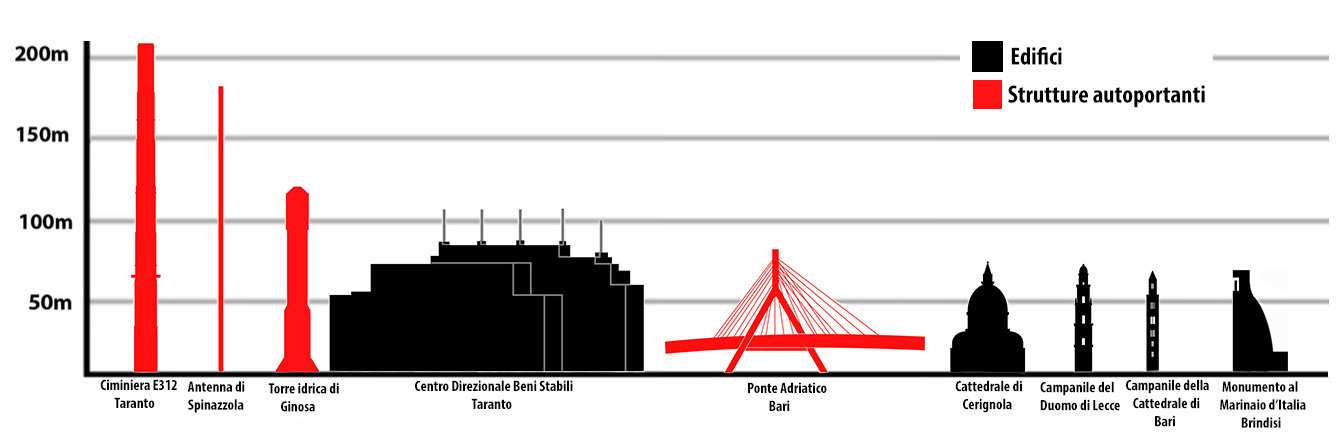
Confronto del campanile tra gli edifici più alti della Puglia

Il fianco sinistro è aperto da profonde arcate sulle quali corrono gallerie esafore (rifatte). Il portale laterale ha negli stipiti resti di decorazione della chiesa precedente. L'ultimo tratto del fianco è occupato dalla grande costruzione cilindrica della trulla (antico battistero trasformato in sacrestia nel XVII secolo). La testata del transetto ha tre coppie d'arcate cieche, racchiudenti ciascuna due coppie d'arcatelle minori, due piani di bifore e una rosa. Ad essa s'innesta il campanile (dell'altezza di 68,90 m), elegante e aggraziato, che si eleva sopra la linea del tetto con tre ordini di bifore, uno di trifore e uno di quadrifore, e termina con un'altra cuspide, di restauro. La facciata posteriore, che racchiude e occulta le absidi, fiancheggiata da due campanili, di cui quello destro caduto durante il terremoto del 1613), ha al centro un superbo finestrone, capolavoro della scultura pugliese della fine del XII secolo. L'ampia apertura centinata, a doppia cornice, è racchiusa in un baldacchino su colonne pensili. Cornici, sottarco, parapetto e mensole sono coperti d'una fitta decorazione a motivi vegetali e animali d'ispirazione orientale, lavorata quasi a traforo, mentre le figure a tutto tondo (elefanti e sfingi) sono sculture di classica plasticità. La testata del transetto sud presenta una doppia archeggiatura cieca che ne divide lo zoccolo, eleganti bifore fiancheggiate da animali su mensole, e la grande rosa (XVI secolo) ad imitazione delle forme romaniche. Il fianco destro ripete le profonde arcate e le gallerie esafore di quello sinistro, il portale, però, è preceduto da un portico con colonne primitive e arcate cieche trecentesche. Al di sopra, il muro della navata maggiore, aperto da monofore, è coronato da un bel fregio che continua quello della facciata. Il tiburio ottagonale, d'ispirazione orientale, si eleva sulla crociera celando la calotta della cupola: spartito da esili lesene con archetti falcati coronato da un bel fregio a intrecci vegetali.

## Interno

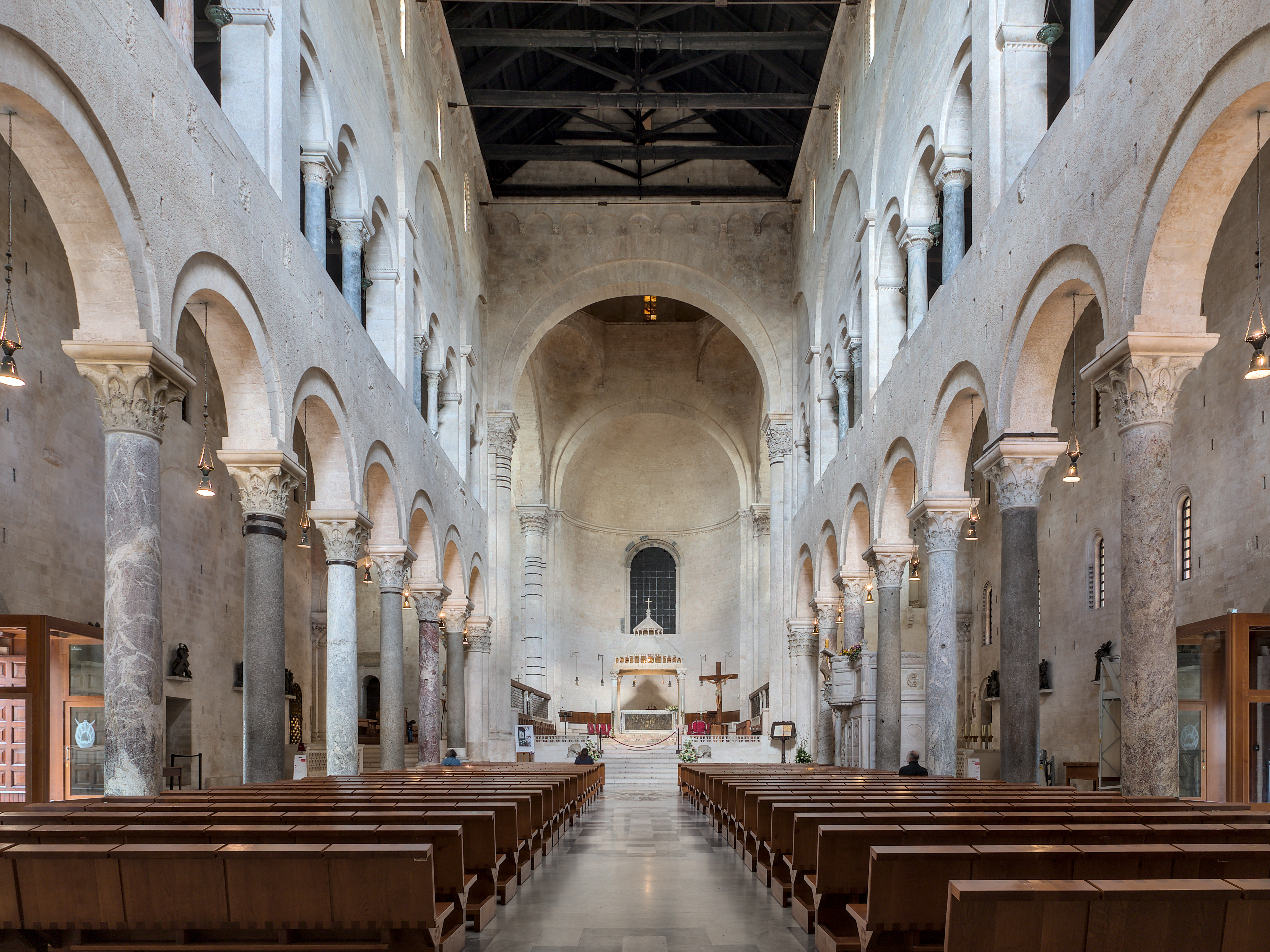
Interno della Cattedrale.

Internamente la chiesa, che è stata spogliata di tutte le strutture barocche, si presenta nella sua nuda solennità, con tre navate separate da due file di otto colonne slanciate, provenienti probabilmente dall'edificio bizantino. Sopra gli archi, a doppio profilo, si aprono finti matronei con ampie trifore racchiuse in grandi archi di scarico. I capitelli in stucco e il soffitto a travature scoperte sono rifatti secondo il modello dell'unico capitello originario. Nel pavimento della navata centrale, resti di marmi policromi (secolo XIV), con una rosa riproducente il disegno di quella della facciata.
Alla settima arcata sul lato destro della navata, si nota il pulpito ricomposto (1955) con frammenti originari dell'XI e XII secolo.
Il transetto è sopraelevato e limitato verso la navata mediana da plutei del XIII secolo imitanti stoffe orientali, appartenenti al recinto presbiterale firmato da Peregrino da Salerno; ai lati della scalinata che sale al presbiterio sono collocati due leoni romanici. Alla parete del transetto destro, resto di mosaico. Al di sopra si scorgono i resti del ballatoio pensile che recingeva ambedue le testate del transetto e la navata centrale. Sopra il presbiterio si eleva la cupola (35 metri) poggiante su tre barconi e sulla calotta dell'abside; quattro cuffie raccordano il quadrato di base al tamburo ottagonale in cui si aprono le finestre e che una cordoncino di nicchie separa dalla calotta circolare. Il ciborio dell'altare maggiore è stato ricomposto con i resti dell'originario, opera di Alfano da Termoli (1233). Il 1° gradino presenta una serie di formelle quasi quadrate intagliate a motivi floreali, il 2° intrecci di forme geometriche, nelle cui campiture s'inserisce costantemente un pavoncella; il 3° reca un'iscrizione. Le tre absidi semicircolari riproducono le proporzioni delle navate; in quella maggiore, aperta dal finestrino centinato, gira il coro marmoreo con al centro la cattedra episcopale, come il ciborio e il pulpito ricomposti su resti originali. Nell'abside sinistra, resti di affreschi (XIII-XIV secolo), il sarcofago del vescovo Romualdo Arsione (morto nel 1309) e quello che dà ospitalità al corpo di santa Colomba di Sens, precedentemente conservato nello scomparso Convento di San Vincenzo e completamente restaurato nel 2005.

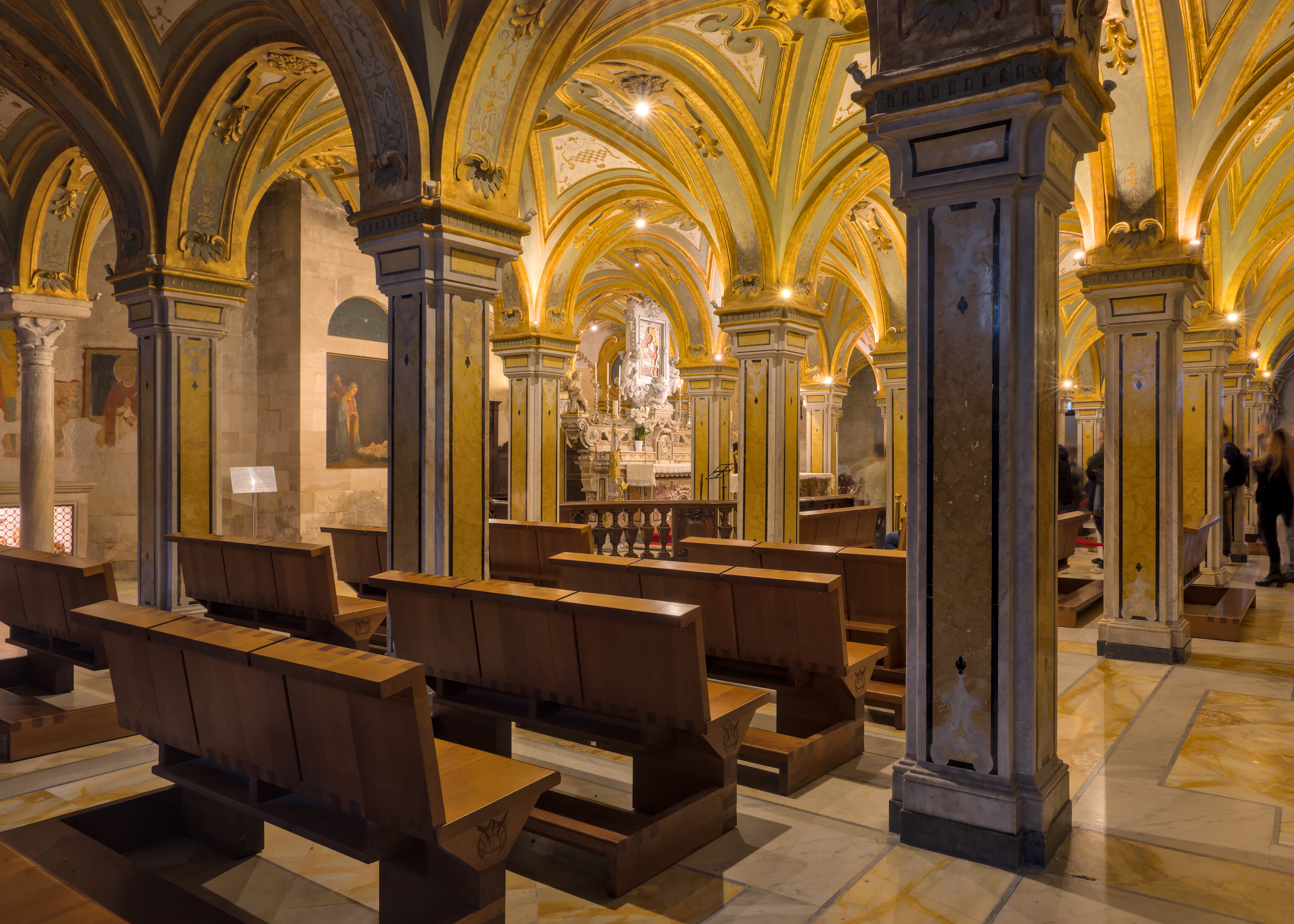
La cripta

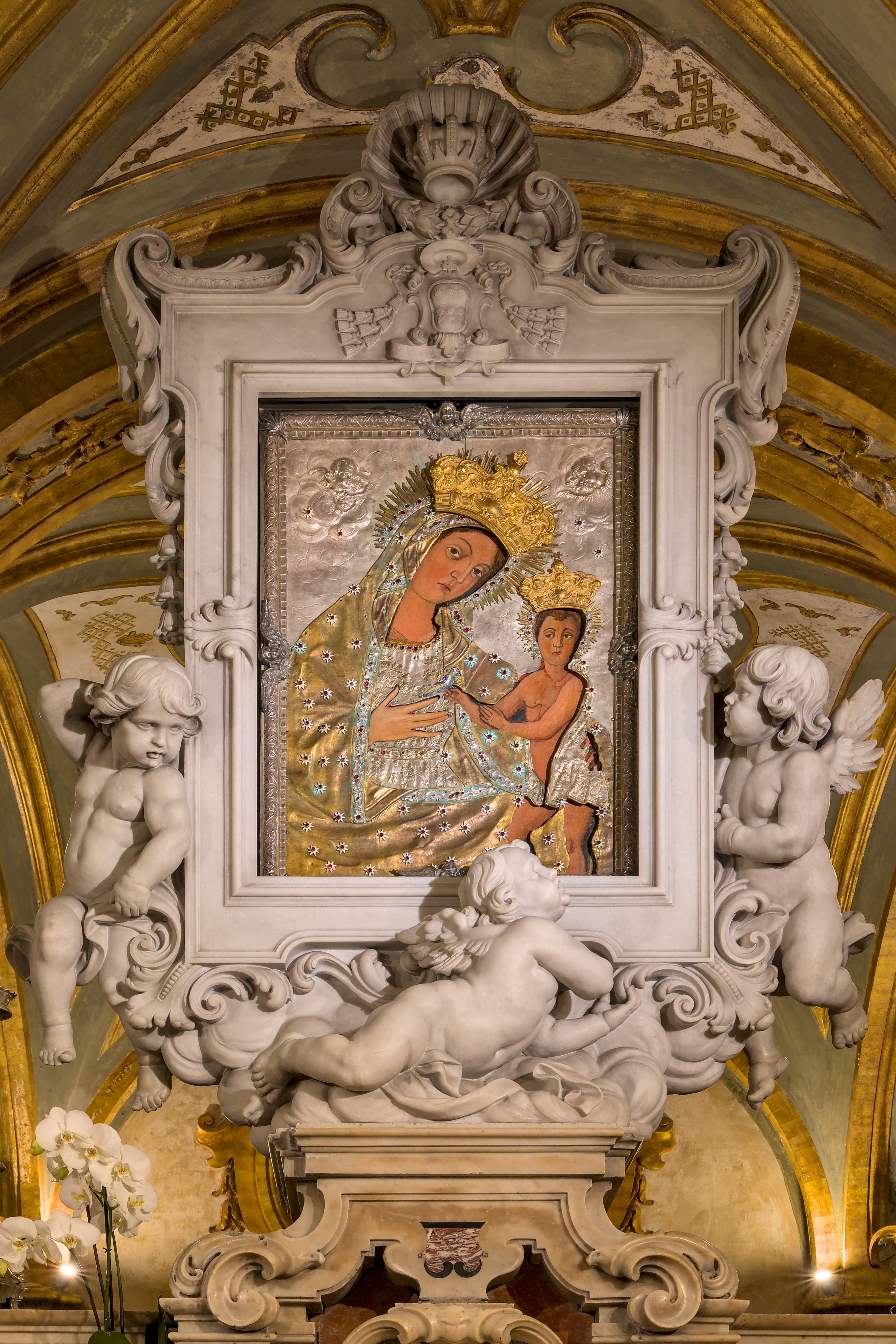
L'icona Odegitria con riza del XVI secolo.

Usciti dalla trulla, a pianta dodecagona, una scala replicata anche sulla navata di destra, porta alla cripta, trasformata nel Settecento, rettangolare e absidata, rispondente al transetto della chiesa con 24 colonne su tre file. Vi si conserva la tavola bizantineggiante della Vergine Odegitria, patrona principale della città insieme a san Nicola, secondo la tradizione giunta dall'Oriente nell'VIII secolo, ma in realtà d'epoca più tarda e secondo alcune fonti, nell'altare maggiore, le spoglie di san Sabino, vescovo di Canosa e titolare della Cattedrale.
Nella sagrestia di destra è collocato un altare con un dipinto raffigurante, probabilmente, san Mauro, ritenuto primo vescovo di Bari.
Nelle navate laterali sono da ammirare le formelle bronzee della via Crucis dello scultore Francesco Nagni (1897-1977).
Nel palazzo della Curia, adiacente alla cattedrale, ha sede il museo diocesano, che custodisce l'Exsultet, una preziosa pergamena d'ispirazione bizantina, finemente miniata, anteriore al 1050. Le immagini sono capovolte rispetto al testo e quindi rispetto al diacono che lo leggeva. In questo modo i fedeli, quando si srotolava dall'ambone la preghiera pasquale per il canto, potevano guardare i sacri disegni. Tra l'altro anche chi non conosceva il latino poteva avere un'idea immediata del racconto.
Nella cattedrale si verifica un fenomeno che si ripete da circa mille anni, ma che è venuto "alla luce" solo pochi anni fa ed in maniera del tutto casuale durante i lavori di restauro che interessarono la Cattedrale nel 2002, e dopo che fu data una nuova disposizione dei banchi che rendesse visibile il rosone musivo ricoperto fino ad allora completamente da questi; fu solo a quel punto e qualche tempo dopo, durante il solstizio d'estate, che il sacrista della Cattedrale, Michele Cassano, nella chiesa deserta e illuminata dal sole, notò che la forma del rosone della facciata disegnata dai raggi solari lambiva il mosaico del pavimento che ha le stesse forme e dimensioni del rosone posto in alto, fino a combaciarvi.

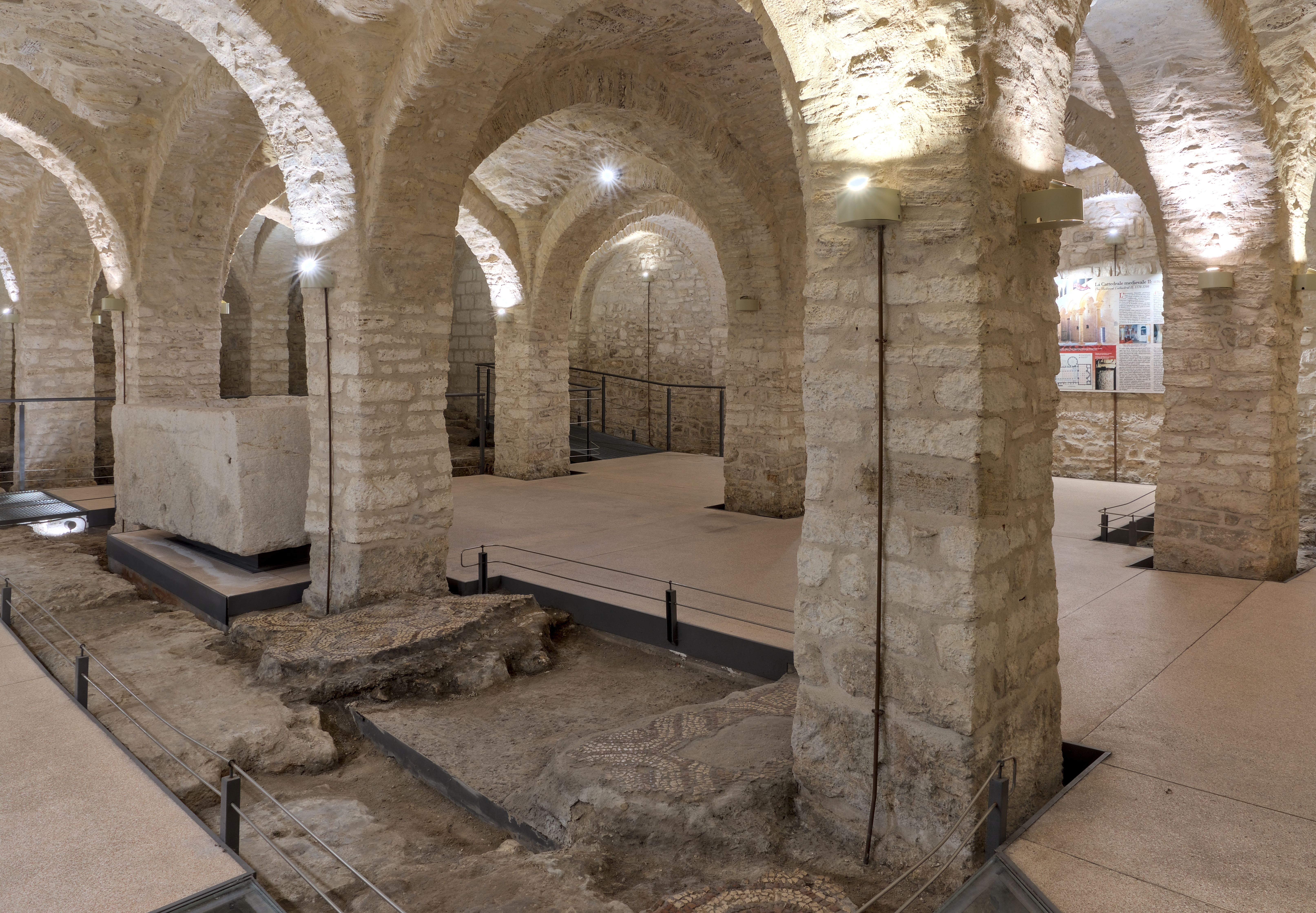
Succorpo

### Succorpo
L'attuale Cattedrale insiste su un succorpo costituito dalle preesistenze archeologiche dell'antico Duomo bizantino e delle strade e degli edifici a esso prossimi. Alcuni di questi ambienti si sono preservati nel corso dei secoli poiché in età moderna sono stati utilizzati come fosse e ossari comunicanti con gli altari privilegiati del tempio soprastante. In epoca recente sono stati effettuati rilievi archeologici in seguito ai quali l'area del succorpo è stata musealizzata, ed è oggi visitabile.
Nello specifico, entrando da una porticina a ridosso delle scale che portano alla cripta, è possibile visitare i resti dell'antico Duomo, comprendenti una porzione piuttosto estesa del mosaico policromo che adornava il pavimento (sala di Timotèo), alcuni ambienti funerari, resti di una strada di epoca romana e le vestigia di due piccole chiese bizantine, delle quali permangono addirittura brani di affresco.